# Oostkanaalhaven

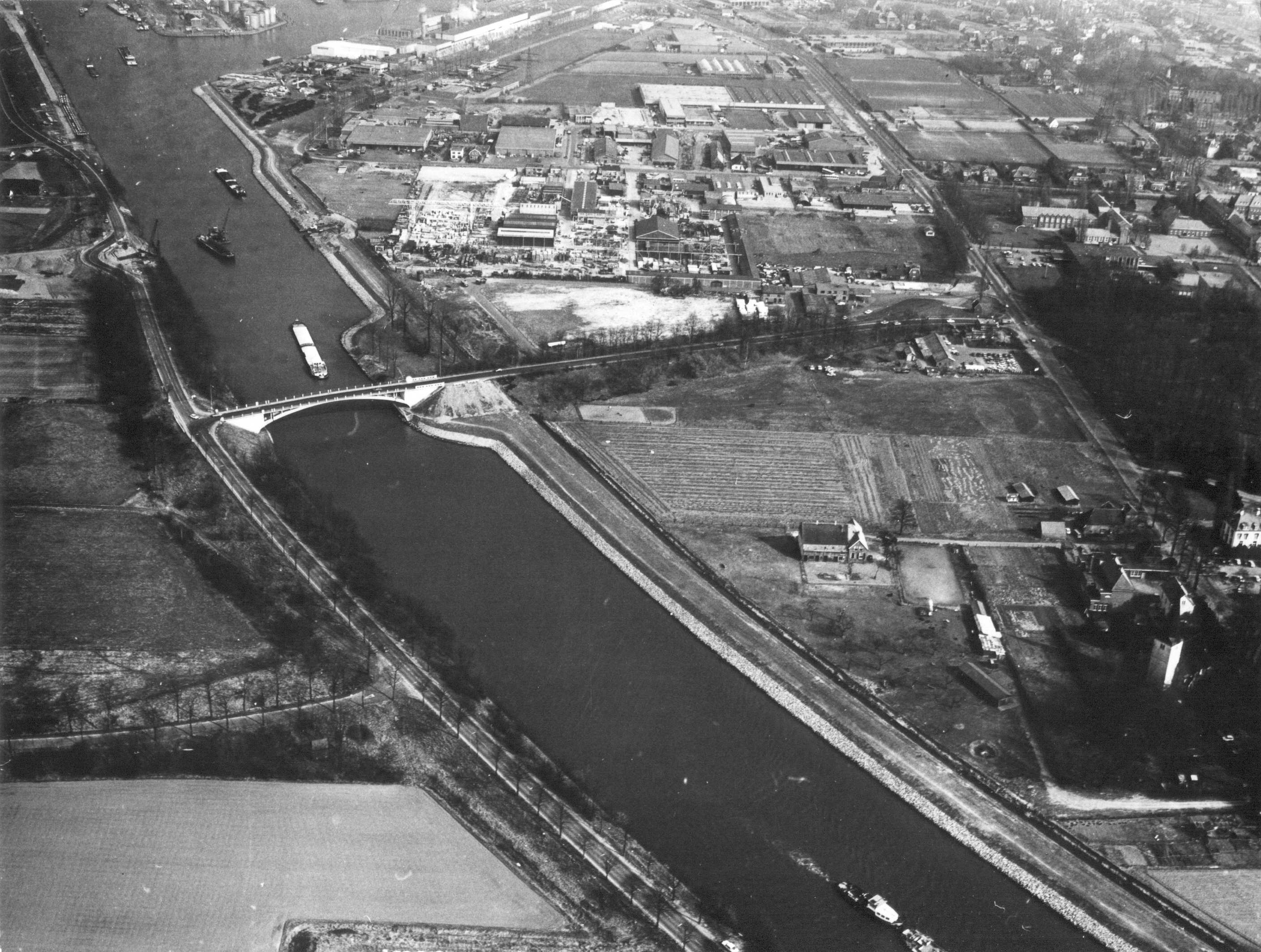
Industrieterrein Oostkanaalhaven in 1979, boven de haven. Midden de oude Neerbosschebrug en rechtsonder de dorpstraat van Neerbosch

De Oostkanaalhaven is een haven en industrieterrein in de Nederlandse stad Nijmegen.
De haven ligt aan het Maas-Waalkanaal in het Haven- en industrieterrein en bestaat uit twee armen en een voorarm. De binnenste arm was in 1950 gereed en de buitenste in 1957. De haven had eerst de namen Industriehaven en Kanaalhaven voor in 1968 de huidige naam werd vastgesteld.
De voorarm is 550 meter lang en 100 meter breed. De buitenste arm is 700 meter lang en de binnenste 600 meter en beiden zijn circa 60 meter breed. De diepte is circa 3,50 meter en de kade ligt op ongeveer 9 meter boven NAP. De haven is een overslaghaven en staat onder beheer van de gemeentelijke havendienst. Ook het omringende industrieterrein draagt de naam Oostkanaalhaven.